# Germany 12 Points! (2004)
Unter dem Titel Germany 12 Points! fand am 19. März 2004 in Berlin die deutsche Vorentscheidung für den Eurovision Song Contest 2004 statt. Veranstaltet wurde der Wettbewerb vom NDR in Zusammenarbeit mit dem Musiksender VIVA. Gesendet wurde aus der mit 6000 Zuschauern ausverkauften Arena im Berliner Stadtteil Treptow. Moderiert wurde die Show von Sarah Kuttner und Jörg Pilawa.

## Vor der Show
Im Gegensatz zum Folgejahr wurde die Vorbereitung des Vorentscheides 2004 zum Medienspektakel. Ein Vorteil für einige der Kandidaten war, dass sie Beziehung zum Fernsehen hatten und dieses ausnutzten. VIVA stellte die Teilnehmer in der Reihe Euroclash vor. Die Kritik der Schlagerszene (siehe unten) war ein gefundenes Fressen für Boulevardmagazine, was die Medienpräsenz des Vorentscheides unterstützte.

## Regeln des Vorentscheides 2004
Der deutsche Vorausscheid des Eurovision Song Contest wurde in seinem Konzept total umgebaut. Teilnehmen durften nur Interpreten, die mit ihrem Beitrag in den Charts vertreten waren und bereits ein Video bei VIVA vorweisen konnten.
Erstmals wurden sogenannte Wildcards vergeben, die es Künstlern mit großem Charterfolg ermöglichen sollte, abseits der Viva-Qualifikation kurzfristig am Vorentscheid teilzunehmen.
In Anspruch genommen wurde diese Regel sowohl von Max Mutzke als auch von der Sängerin Masha. Während Ersterer sich ohne Probleme qualifizieren konnte, schaffte die Tochter von Frank Elstner nicht den Sprung ins Teilnehmerfeld.
Absagen kamen von der Hip-Hop-Formation Beginner und den Donots, die sich erst für das Teilnehmerfeld beworben hatten, ohne die Nennung von Gründen aber wieder absprangen. Als weitere mögliche Teilnehmer wurden im Vorfeld auch die Sportfreunde Stiller, die Dance-Formation Groove Coverage und die Soul-Sängerin Joy Denalane gehandelt.
Das Ergebnis des neuen Konzeptes war deutlich. Entgegen den Wettbewerben der Vorjahre wurde Musik verschiedener Richtungen geboten und der Wettbewerb verjüngt. Dieses stieß auf geteilte Meinung. Die Schlagerszene, allen voran Bernhard Brink, Nicole oder Michelle, fühlte sich durch diese Regeln von der Teilnahme ausgegrenzt und äußerte sich wochenlang kritisch zu Konzept und Teilnehmern in den Medien. Ralph Siegel nahm nicht beim Vorentscheid für Deutschland teil, sondern arbeitete als Produzent für Julie & Ludwig und ihren Beitrag für Malta.

## Teilnehmer mit bleibendem Eindruck
Nach dem Erfolg der vergangenen Jahre mit Guildo Horn und einem eigenen Auftritt war wieder Stefan Raab mit von der Partie. In seiner ProSieben-Sendung TV total startete er die Aktion SSDSGPS (Stefan sucht den Super-Grand-Prix-Star), eine Anspielung auf die Castingshow Deutschland sucht den Superstar. Der Sieger Max Mutzke qualifizierte sich nach seinem Sieg bei der Show durch den Einstieg seiner Single Can’t Wait Until Tonight auf Platz eins der deutschen Charts. Schon vorher galt er als Favorit.
Im Vorfeld wurde innerhalb der Branche auch noch die Konkurrenz aus Popstars, die Boygroup Overground, hoch gehandelt. Viele Zuschauer rechneten dagegen mit einem Erfolg der Band MIA. Ihr rechneten sie mit dem für sie eher untypischen Song Hungriges Herz hohe Chancen aus.
Die ungewöhnlichsten Auftritte dieses Jahres hatten die Vertreter der elektronischen Klänge, Scooter sowie WestBam und Afrika Islam. Scooter unterstützten ihren Auftritt mit Jigga Jigga durch leichtbekleidete Tänzerinnen und ein Feuerwerk. WestBam und Afrika Islam präsentierten ihren Beitrag Dancing with the Rebels mit einer Polizisten-Showeinlage.
Mit Ausnahme von Tina Frank, die als einzige Newcomerin des Abends den Song Ich schenk Dir mein Herz zur Kino-Zeichentrickverfilmung von Derrick vorstellte und vorher lediglich als weibliche Stimme in den Liedern von Oli.P in Erscheinung trat, waren alle Teilnehmer bereits bekannt.

## Ablauf
Die Zuschauer konnten per SMS oder telefonisch ihre Stimme abgeben. Für die erste Runde traten alle Kandidaten gegeneinander an. Daraus wurden zwei Sieger ermittelt, die erneut gegeneinander antreten mussten. Im Unterschied zum Vorjahr kamen diesmal nur zwei statt drei Teilnehmer ins Finale.

## Teilnehmerfeld & Ergebnis
| Startnr. | Interpret                                 | Lied Musik (M) und Text (T)                                                                                     | Erste Runde | Zweite Runde |
| -------- | ----------------------------------------- | --- | ----------- | ------------ |
| 06       | Max                                       | Can’t Wait Until Tonight M/T: Stefan Raab                                                                       | 1. (67 %)   | 1. (92,05 %) |
| 10       | Scooter                                   | Jigga Jigga! M/T: H. P. Baxxter, Rick J. Jordan, Jay Frog, Jens Thele                                           | 2. (7 %)    | 2. (7,95 %)  |
| 04       | Overground                                | Der letzte Stern M/T: Mike Michaels, M. M. Dollar, Mark Tabak & Deema                                           | 3.          | –            |
| 01       | Patrick Nuo                               | Undone M/T: David Jost, Dave Roth                                                                               | –           | –            |
| 02       | MIA.                                      | Hungriges Herz M/T: Mieze Katz, Gunnar Spies                                                                    | –           | –            |
| 09       | Wonderwall                                | Silent Tears M/T: Wonderwall                                                                                    | –           | –            |
| 03       | Sabrina Setlur feat. Glashaus & Franziska | Liebe M/T: Moses Pelham, Martin Haas & Sabrina Setlur                                                           | –           | –            |
| 05       | Tina Frank                                | Ich schenk’ dir mein Herz M/T: Jens Langbein, Robert Schulte-Hemming, Jörn Christof Heilbut & Jan Philip Kelber | –           | –            |
| 07       | WestBam & Afrika Islam                    | Dancing with the Rebels M/T: WestBam, Afrika Islam & Professor Klaus                                            | –           | –            |
| 08       | Laith Al-Deen                             | Höher M/T: Laith Al-Deen, Götz von Sydow, A.C. Boutsen                                                          | –           | –            |

Bei der zweiten Televoting-Runde wurden 766.615 Stimmen per Telefon und 154.863 Stimmen per SMS abgegeben. Max Mutzke wurde mit klarem Vorsprung Sieger und vertrat Deutschland beim internationalen Finale in Istanbul, bei welchem er den achten Platz erreichte.

## Finanzierung der Show
Der NDR refinanzierte die Veranstaltung durch das Televoting: Je Stimme wurde eine Gebühr in Höhe von 49 Cent erhoben.

## Quoten
| Sendung            | Zuschauer | Zuschauer       | Marktanteil | Marktanteil     |
| Sendung            | Gesamt    | 14 bis 49 Jahre | Gesamt      | 14 bis 49 Jahre |
| ------------------ | --------- | --------------- | ----------- | --------------- |
| Germany 12 Points! | 5,71 Mio. | –               | 18 %        | 28,4 %          |